# SliTaz
SliTaz GNU / Linux là một phần mềm dựa vào cộng đồng của dự án bắt đầu vào năm 2006 của Christophe Lincoln. Nó là một bản phân phối Linux với một hệ thống tập tin gốc đi lên khoảng 100 MB và một hình ảnh theo tiêu chuẩn ISO trong khoảng 30 MB. Khoảng tháng 4 năm 2008, nó là một trong những bản phát hành Linux máy tính để bàn nhỏ nhất hiện có.

## Thành phần
- Mozilla Firefox
- Alsa mixer, âm thanh máy nghe nhạc
- Asunder đĩa CD ripper / encoder
- Trò chuyện, thư và các khách hàng FTP
- SSH khách hàng và máy chủ (Dropbear)
- Cơ sở dữ liệu động cơ (SQLite)
- Đĩa CD hay DVD cho các công cụ engraving, chỉnh sửa, vv
- Máy tính để bàn (Openbox)
- Hơn 1400 phần mềm

## Thư viện

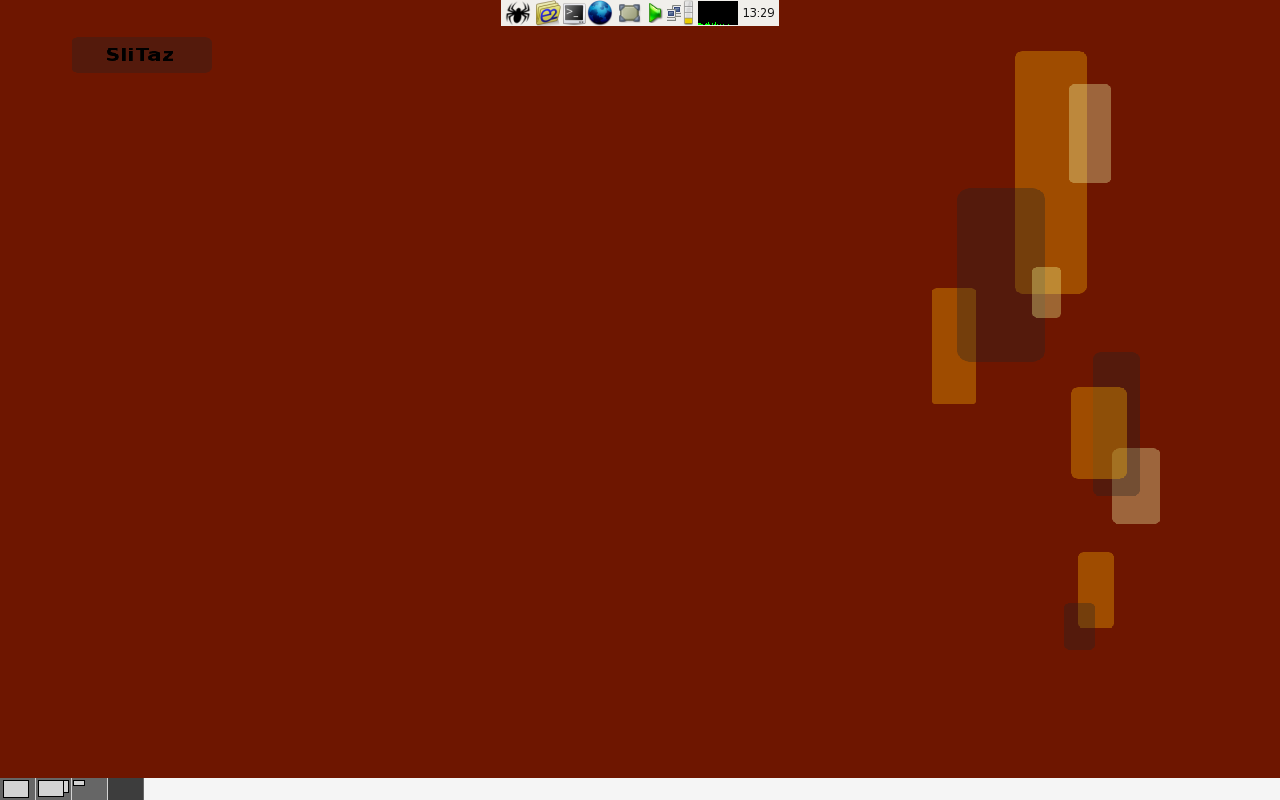
ổn định 1.0
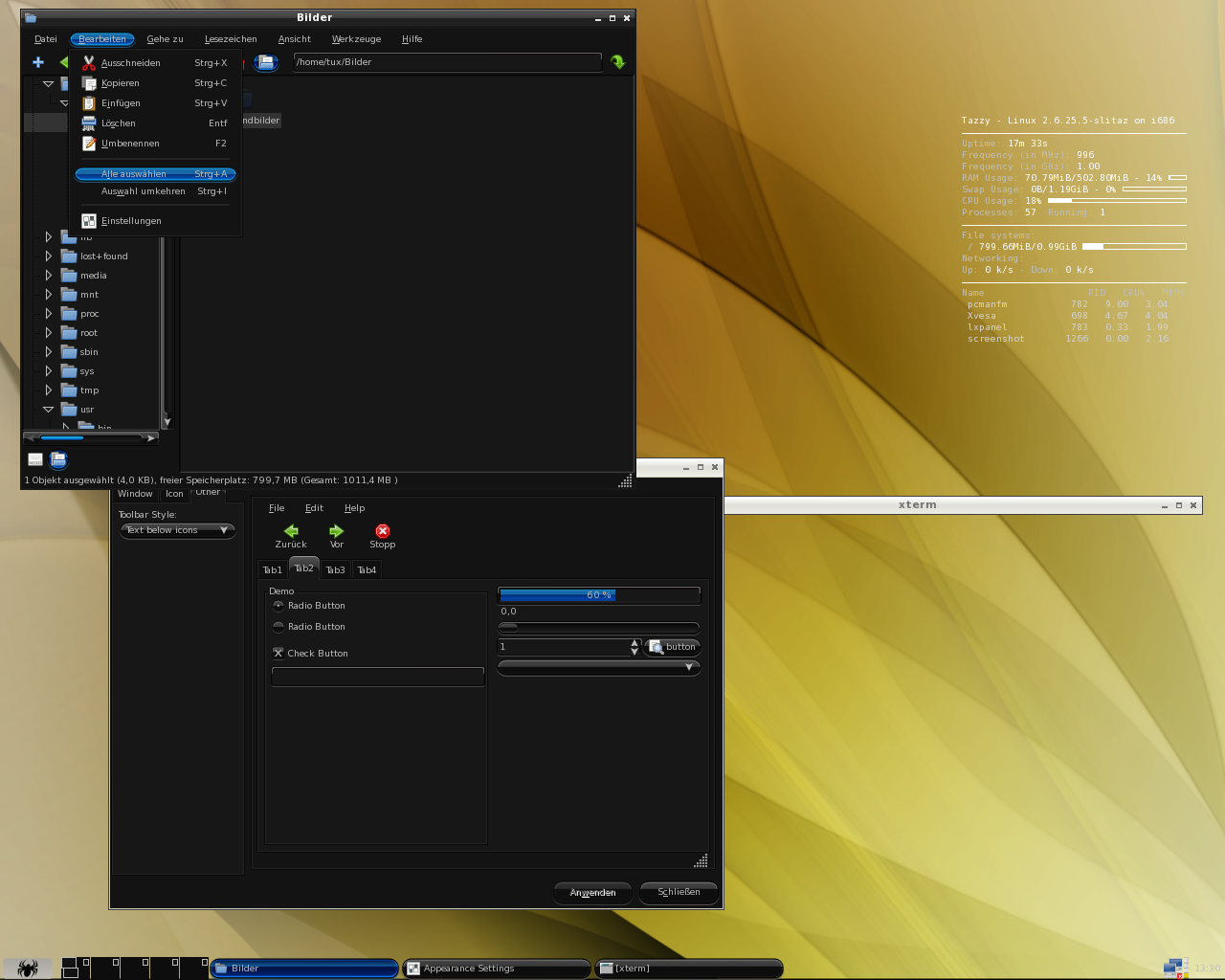
thử nghiệm

## Danh sách các phiên bản
| Ngày phát hành | Phiên bản | Tên phát hành                      |
| -------------- | --------- | ---------------------------------- |
| 23/3/2008      | 1.0       | Stable version (ổn định)           |
| 16/4/2009      | 2.0       | Stable version (ổn định)           |
| 28/3/2010      | 3.0       | Stable version (ổn định, hiện nay) |
| 4/112010       | Cooking   | UnStable version (thử nghiệm)      |

## Xem lại
- Linux.com
- Free Software Magazine Lưu trữ ngày 5 tháng 2 năm 2009 tại Wayback Machine
- Linux Pro Magazine
- Tech Source from Bohol
- Distrowatch
- Linux Infusion Lưu trữ ngày 5 tháng 2 năm 2009 tại Wayback Machine